# Moyeu

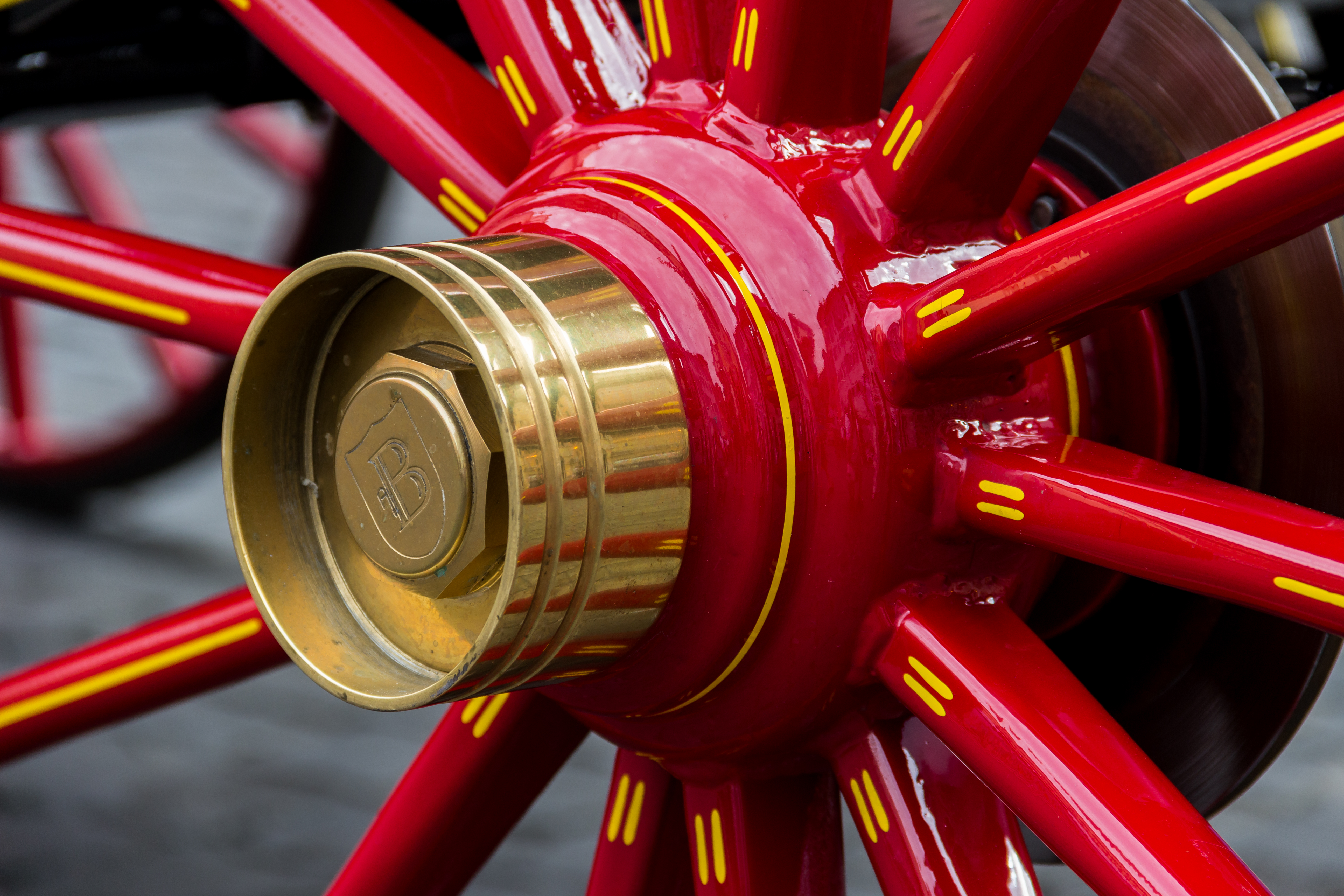
Moyeu d'une calèche

Le moyeu est la partie centrale d'une pièce technique tournante discoïdale : roue, poulie, engrenage, volant. Cette partie centrale peut transmettre les efforts moteurs ou être simplement porteuse.
Un moyeu peut donc être moteur, mais l'expression plus couramment employée est « roue-motrice » ou « essieu moteur » (quand on parle des deux roues opposées du même train : aligné de même axe). La transmission des efforts moteurs de traction est souvent par le moyeu, il est alors dimensionné pour supporter aussi les efforts de freinage et de traction en imprimant des torsions et couples plus importants. Il se fait par exemple pour les roues de voiture de nos jours par un arbre (cardan ou arbre-essieux moteur). Par contre, il existe d'autres dispositions constructives qui ne passent pas les efforts de traction par le centre du moyeu : courroie, chaîne, couronne dentée, galet de friction etc.
Simple, le moyeu, (sans transmission de couple moteur) peut comporter soit un système de guidage en rotation, soit une liaison complète avec un arbre, soit aussi parfois un guidage en translation.
- Dans le cas d'une liaison complète, c'est souvent la combinaison de deux accessoires qui assurent d'une part le blocage longitudinal, de l'autre celui en rotation : par exemple une clavette parallèle ou des cannelures et la combinaison d'un épaulement, un axe fileté, un écrou et un système de réglage/frein d'écrou.
- Dans le cas d'un guidage en rotation, des éléments de guidage sont concentrés. Un alésage ou des alésages cylindriques sont les contacts de portées (surfaces aux tolérances précises). Les surfaces de contact sont directes ou indirectes avec l'arbre (sur une voiture, on appelle cet arbre la fusée). Le système de guidage en rotation peut être : des bagues frittées, des coussinets régules, des roulements, des sustentations grasses, hydrauliques, ou électromagnétiques, etc.
- Dans le cas le moins courant, un mouvement de translation possible avec l'arbre ; il peut par exemple y avoir des cannelures.

## Moyeu débrayable (moyeu moteur) (véhicules tout terrain)
Sur les automobiles, les roues motrices sont presque toujours équipées de moyeux solidaires avec des  arbres de transmission, afin de permettre au moteur d'entraîner les roues ; toutefois, certains véhicules tout-terrain disposant de la possibilité de passer de deux à quatre roues motrices permettent de désolidariser le différentiel d'un pont du moteur. Dans le cas où le véhicule évolue en deux roues motrices, le moyeu entraîne toujours l'arbre de transmission associé, provoquant une usure inutile du différentiel, ainsi qu'une inertie supérieure et inutile. C'est ici qu'intervient le moyeu débrayable qui permet de désolidariser l'arbre de transmission du moyeu et donc de la roue, limitant ainsi la masse à entraîner et l'usure des éléments. Différents moyens sont utilisés afin de commander ce débrayage, tels que la commande manuelle (mécanique) sur le moyeu, la commande électronique depuis l'intérieur du véhicule ou encore la commande automatique qui se réalise mécaniquement.

## Liaison avec l'entraînement
Plusieurs systèmes de fixation existent pour relier le moyeu à la partie entraînante de la machine tournante. Cela peut se faire au moyen d'une goupille ou d'une clavette. Ces éléments sont dimensionnés de sorte à résister à un certain effort et à un certain cisaillement, afin qu'ils soient le premier élément à céder en cas de surcharge pour éviter d'abîmer le moteur. Dans le cas d'une clavette, elle est caractérisée par sa résistance pratique élastique au glissement Rpg.
Une liaison courante entre le moyeu et l'arbre se fait au moyen d'un enchevêtrement conique. La conicité est définie de la sorte :
{\displaystyle C={\frac {D-d}{L}}=2\cdot tan{\frac {\theta }{2}}}
où D est le grand diamètre du cône, d le petit, L la distance qui les sépare et θ l'angle du cône.
Cette façon de relier présente un inconvénient : la position axiale dépend des diamètres du cône et l'erreur d'usinage de la pièce est multipliée par {\displaystyle {\frac {1}{tan{\frac {\theta }{2}}}}}.

## Galerie

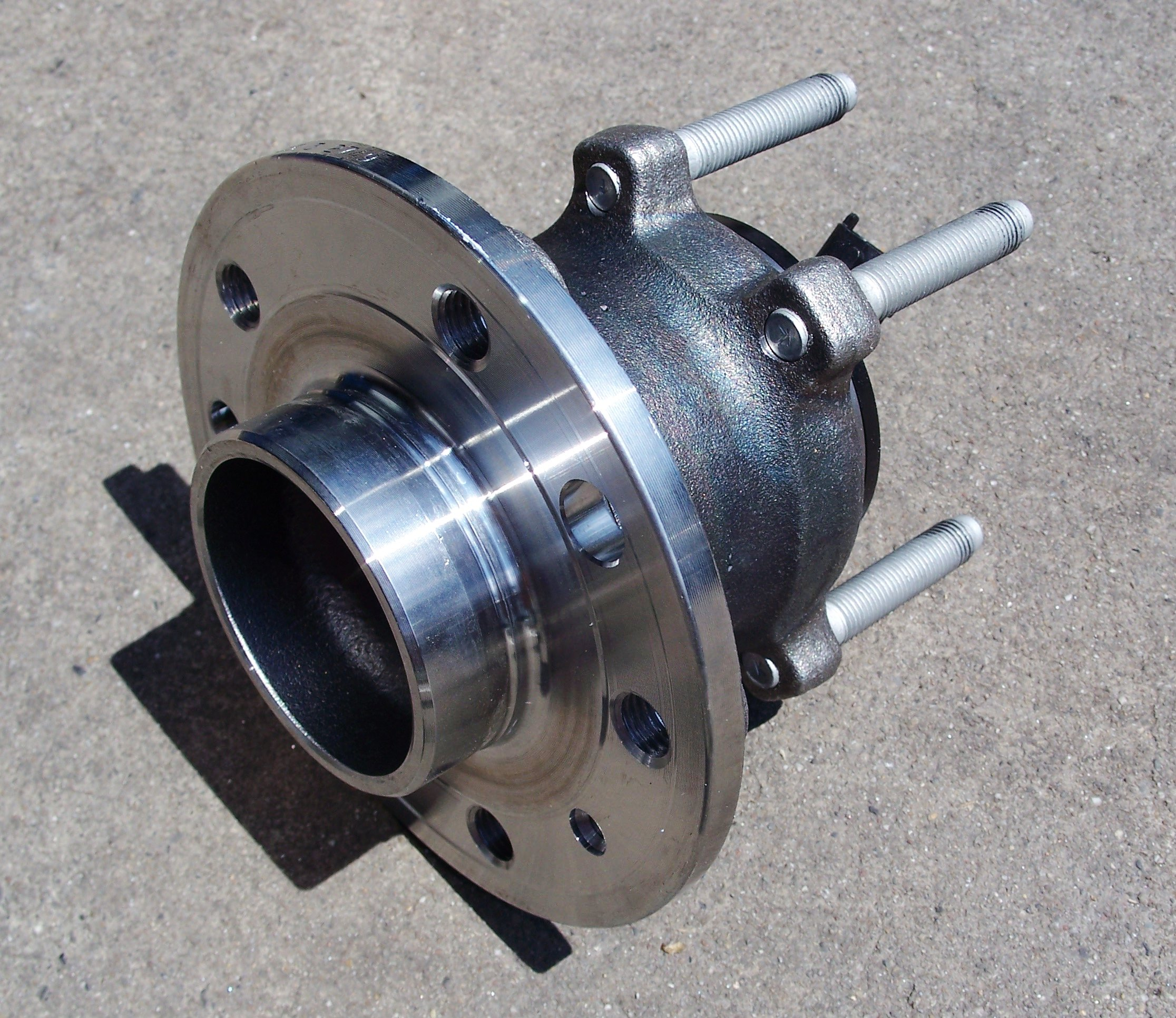
Moyeu d'une voiture
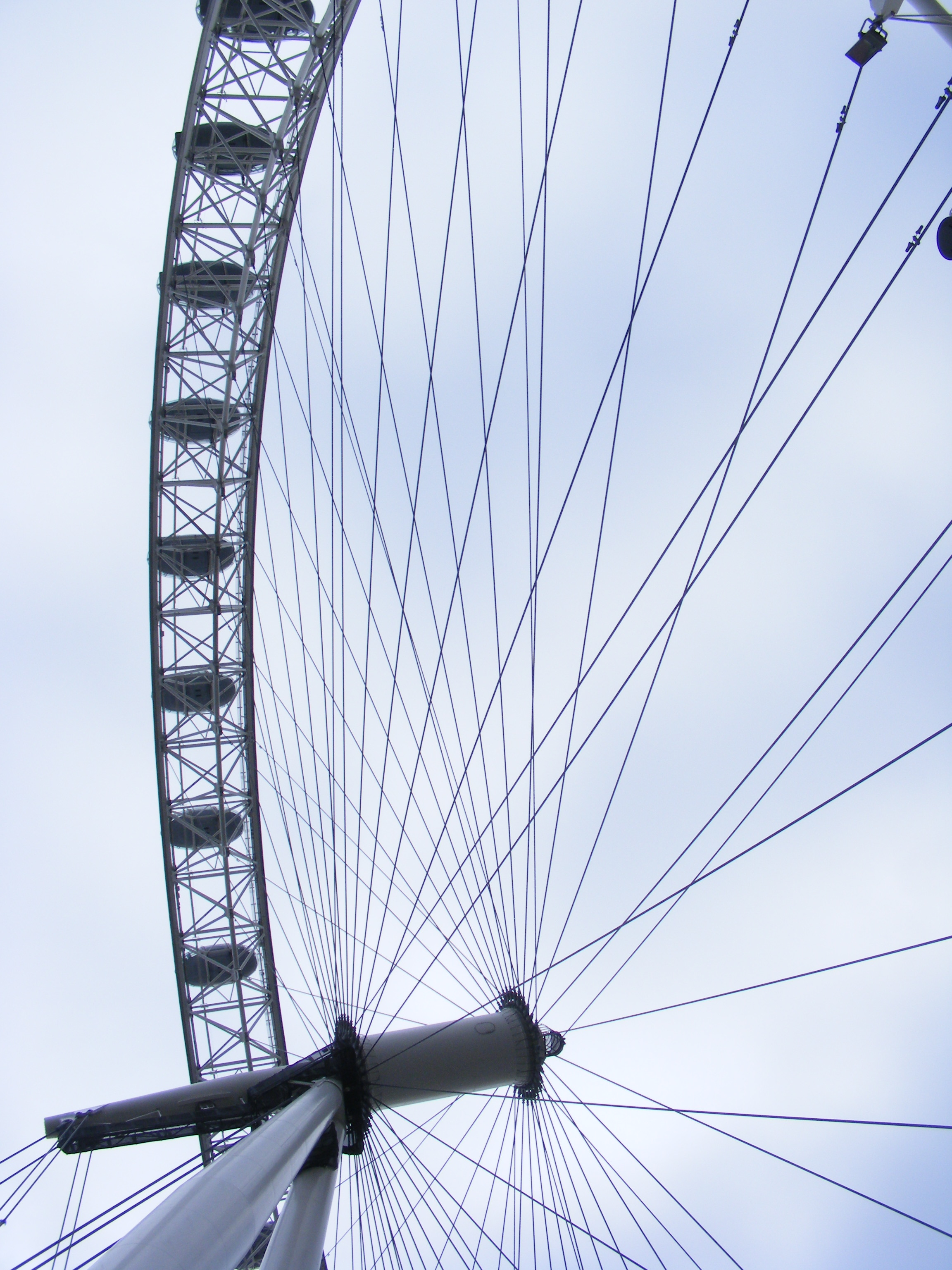
Moyeu de London Eye